# Corbara (Italia)
Corbara es un municipio situado en el territorio de la Provincia de  Salerno, en la Campania (Italia).

## Historia
Un área poblada desde la época romana, la primera certificación de la aldea de Corbara ocurre en el siglo XI, cuando apareció el nombre Corvara.
Dos edificios religiosos se construyeron en la Edad Media: la iglesia de San Giuseppe, a su alrededor se formó el pueblo de la Sala, el centro histórico de Corbara, y la ermita de Sant'Erasmo.

El pueblo de Corbara dependía de Sant'Egidio del Monte Albino.
La entidad municipal de Corbara nació solo a fines de siglo XVI, cuando el obispo de Nocera otorgó al pueblo una parroquia autónoma (la Iglesia de San Bartolomeo, entonces de San Francesco) y así se fundó la Universitas Corbariensis, parte de la ciudad de Nocera de' Pagani.
El municipio actual se estableció en 1806.

## Demografía
| Gráfica de evolución demográfica de Corbara entre 1861 y 2001 |
|                                                               |
| Fuente ISTAT - elaboración gráfica de Wikipedia               |